# 平賀雅臣
平賀 雅臣（ひらが まさおみ、1958年3月24日 - ）は、日本の俳優。福島県出身。融合事務所所属。

## 来歴・人物
劇男零心会(分裂前)や劇男一世風靡の団長。身長178cm、血液型はA型。
映画、テレビドラマでは主に脇役としての出演だが、数多くの作品に出演している。
1980年代前半、渋谷歩行者天国にて単独で能を舞っていた所を後に劇男一世風靡の代表となる大戸天童に声を掛けられ意気投合。劇団原宿ガンジーの仲間達と東京ビクトリークラブに参加、「劇男零心会」を結成する

## 出演

### テレビドラマ
NHK
- 未解決事件（2011年） - 永井班長

日本テレビ
- NEWジャングル（1988年） - 長峰
- はだかの刑事
- 静かなるドン
- 好きやねん
- 三毛猫ホームズの推理（2012年） - 間宮健二

TBS
- 極道落ちこぼれ2
- HOTEL IV
- 温泉へ行こう
- 24ピース
- 汚れた舌
- 覚悟〜戦場ジャーナリスト・橋田信介物語〜
- 運命の人（2012年）　‐　中原平吉
- あぽやん〜走る国際空港（2013年） - 桂福太郎
- 放課後グルーヴ（2013年） - 来栖宏
- リバース（2017年）- 藤堂部長
- 月曜ミステリー劇場
  - 「財務捜査官 雨宮瑠璃子2」（2005年） - 山下広志

フジテレビ
- For You
- 鬼平犯科帳第6シリーズ「のっそり医者」（1995年、松竹）
- 白線流し〜十九の春〜
- 3番テーブルの客（1997年）
- ビーチボーイズ（1997年） - 蓑田利夫
- 踊る大捜査線（1997年）
- Days（1998年）
- 神様、もう少しだけ（1998年）
- 眠れる森（1998年）
- Over Time-オーバー・タイム（1999年）
- 救命病棟24時（1999年）第1シリーズ - 平賀救急隊員
- モナリザの微笑（2000年）
- 北の国から（2002年） - 佐久間拓郎
- 美女か野獣（2003年） - ショウイチ（建設作業員）
- ムコ殿2003（2003年） - 遠藤弘一
- Dr.コトー診療所（2003年）
- FIRE BOYS 〜め組の大吾〜（2004年）
- 電車男（2005年） - 平尾マネージャー
- Ns'あおい（2005年） - 不破吾郎
- みんな昔は子供だった（2005年） - 木崎市長
- 危険なアネキ（2005年） - 石ノ森独太
- 医龍-Team Medical Dragon-（2006年） - 山田隆一
- ザ・ヒットパレード〜芸能界を変えた男・渡辺晋物語〜（2007年） - 辻太郎
- 明智光秀〜神に愛されなかった男〜（2007年） - 中川重政
- 東京タワー 〜オカンとボクと、時々、オトン〜（2007年）
- スカルマン〜闇の序章〜（2007年）
- コード・ブルー -ドクターヘリ緊急救命-（2008年） - 福島達夫
- 戦士の資格（2008年） - 小田豪
- 「日向夢子調停委員事件簿5」（2008年） - 芳村典彦
- ヴォイス〜命なき者の声〜（2009年） - 宇野慧
- 未来日記-ANOTHER:WORLD-（2012年） - 蔵田暁
- ぼくの夏休み（2012年） - 畠山喜一
- 金田一耕助VS明智小五郎ふたたび（2014年） - 大河原
- 金曜プレステージ
- リーガル・ハイ・スペシャル（2014年） -  東京地方裁判所民事部 裁判長
- 金曜プレミアム　
  - 「浅見光彦シリーズ 第53作「浅見光彦殺人事件」」（2018年3月29日）- 寺沢豊
- イップス 第10話（2024年6月14日、フジテレビ） - クラブの客 役

テレビ朝日
- さすらい刑事旅情編
- はみだし刑事情熱系
- 逮捕しちゃうぞ
- 公証人（2005年） - 戸井田刑事
- 名奉行! 大岡越前
- 相棒season6 第10話 寝台特急カシオペア殺人事件!（2008年1月1日）- 保坂有三
- 交渉人〜THE NEGOTIATOR〜（2008年） - 河相満男
- 告発〜国選弁護人（2011年） - 種田刑事
- ホンボシ〜心理特捜事件簿〜（2011年） - 海野康弘
- アスコーマーチ〜明日香工業高校物語〜（2011年） - 内山
- 天久鷹央の推理カルテ 第8話（2025年6月17日） - 吉田裕也[1]
- 土曜ワイド劇場
  - 「温泉 (秘) 大作戦2」（2005年） - 黒田一平
  - 「温泉 (秘) 大作戦17」（2016年） - 塩田原明彦
- 日曜プライム
  - 「黒薔薇 刑事課強行犯係 神木恭子2」（2019年）- 小川義久

テレビ東京
- 水曜ミステリー9
  - 「ブランド刑事1」（2006年） - 梅津和治

### 映画
- 修羅がゆく3 九州やくざ戦争（1996年）- 久須本組若頭 牧原建吾
- 借王シャッキング4（1998年） - 阪南証券 株式主任 カナモト(証券金融)
- 踊る大捜査線シリーズ - 車上狙い
  - 踊る大捜査線 THE MOVIE（1998年）
  - 踊る大捜査線 THE MOVIE 2 レインボーブリッジを封鎖せよ!（2003年）
- ジュブナイル（2000年） - 船長
- ローレライ（2005年） - 森本広大
- 犯人に告ぐ（2007年） - 本田明宏刑事
- 沈まぬ太陽（2009年） - 井手泰明
- あしたのジョー（2011年） - 少年院看守
- 聯合艦隊司令長官 山本五十六（2011年） - 第三航空戦隊司令官

### Vシネマ
- 実録・日本やくざ烈伝 義戦2 昇華篇（2001年） - 伊藤武夫

### CM
- マスターカード・「帰省」
- 小学館・「週刊日本の天然記念物〜西表やまねこ〜」
- フィナンシャルワン・「親子交渉篇」
- 日本エアシステム・「レインボー777」
- バンダイ・「トーマスコレクション」
- ソニープレイステーション・「ベルデセルバ戦記〜夢〜」
- アサヒビール・「Take a Z」篇
- ロッテ・「グリーンガム」
- AGF・「AGFギフト」

など